# Pul Biber

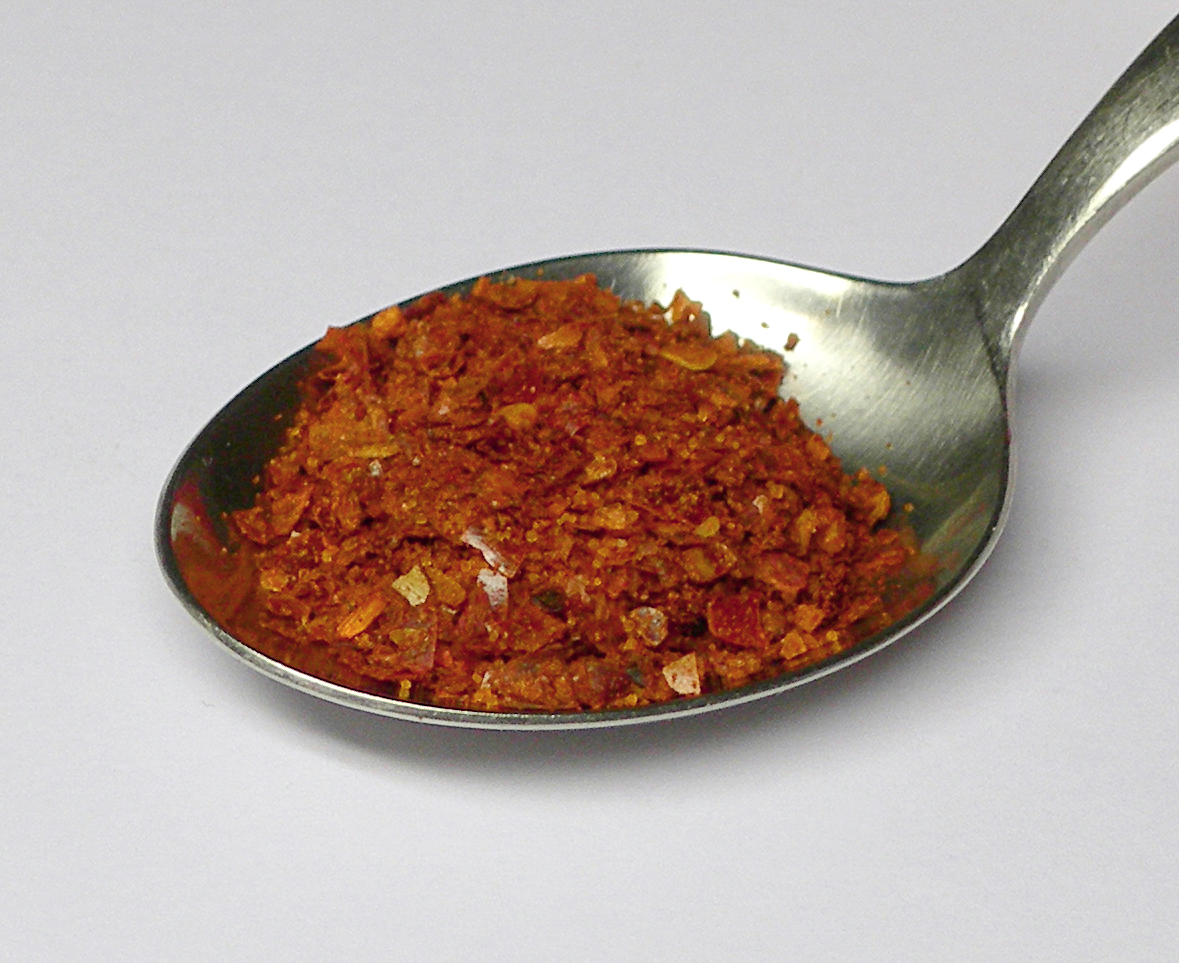
Pul Biber mit Salz

Pul Biber ist die türkische Bezeichnung für getrockneten und zerstoßenen milden oder scharfen Paprika (Chilis), meist der Sorte Capsicum annuum. Oft handelt es sich um eine Würzmischung mit etwa einem Fünftel Salz, teils ergänzt durch Pflanzenöl und Gewürzextrakte. Auf der Scoville-Skala liegt es zwischen 5.000 und 10.000 Scoville.

## Begriff
Pul Biber ist auch unter dem Namen „Blättchenpfeffer“, durch die kleine Form des Gewürzes, welches wie ein Blatt wirkt, „Aleppopfeffer“, der Name kommt vom Anbaugebiet der Chilischoten in Nordsyrien, Aleppo, „Paprikaflocken“, „Seidenchilipfeffer“ oder „Halaby-Pfeffer“ bekannt. Die irreführende Bezeichnung „Pfeffer“ stammt vermutlich von einer falschen Übersetzung aus dem Englischen.
Bekanntheit in den USA und anderen Ländern erlangte das Gewürz erst Mitte der 1990er Jahre durch die Erwähnung im Kochbuch „The Cooking of the Eastern Mediterranean“ von Paula Wolfert.

## Sorten
- Pul Biber: Die gebräuchlichste Sorte des Gewürzes hat eine stark dunkelrote Farbe und einen scharfen Geschmack.
- Pul Biber Acı: Pul Biber Acı ist neben dem klassischen Pul Biber die häufigste Variation. Es ist etwas weniger scharf und enthält keine Paprikasamen.
- Pul Biber Tatlı: Diese Sorte des Gewürzes hat einen süßlicheren Geschmack, ist milder und besitzt deutlich weniger Schärfe.
- Pul Biber Isot: (Paprika Isot oder Urfa Biber) durch Fermentation entstehen rauchige und lakritzartige Aromen und eine fast schwarze Farbe[4]

Weitere Variationen von Pul Biber sind Pul Biber Tohumlu und Pul Biber Sivri. Ersteres enthält auch Paprikasamen und ist schärfer, letzteres wird aus anderen, spitzen Paprikas hergestellt.

## Verwendung
Das Gewürz kann zum Schärfen von jeglichen Lebensmitteln verwendet werden, wie Dips, Saucen, Gemüse- und Fleischgerichten, wie Döner Kebab oder Lahmacun, meist in Kombination mit Salz und Ölen. In Deutschland ist Pul Biber auch als „Dönergewürz“ bekannt.